# برابهام
برابهام (انگلیسی: Brabham Automotive) شرکت خودروسازی استرالیایی است، که در سال ۲۰۱۸ توسط دیوید برابام تأسیس شد.